# روهان بوپانا
 روهان بوپانا (کنادا: ರೋಹನ್ ಬೋಪಣ್ಣ؛ زادهٔ ۴ مارس ۱۹۸۰) یک تنیس‌باز اهل هند است.